# 洛阿河
洛阿河位於智利安托法加斯塔大區的北部，為一條U形的河流。其總長度為440公里，是智利最長的河流，也是阿他加馬沙漠（Atacama Desert）中的主要河道。

## 路線
洛阿河的源流位於安地斯山脈的斜坡上，在米諾火山（Miño Volcano）的山腳。洛阿河的上半段流域被位於西方，海拔高達4,500公尺的山脊所隔開，而其東方則是一系列的火山，這些火山將洛阿河和位於阿斯科坦鹽沼（Salar de Ascotán）的一些內陸湖隔開。
此河流在高原區流經150公里到達邱丘（Chiu Chiu）村的綠洲。河流的上游流經高海拔地區，從安地斯山脈吸收了極多的水量；這些水量主要來自兩個支流：聖彼得河（San Pedro de Inacaliri River）及沙拉多河（Salado River）。前者在空積（Conchi）水庫附近和洛阿河會流，後者在邱丘村南方大約3公里處和洛阿河會合。在河流上游及其支流的水質非常新鮮，然而到下游之後，像在同一地區的所有其他河流一樣，都變得有點鹹味。

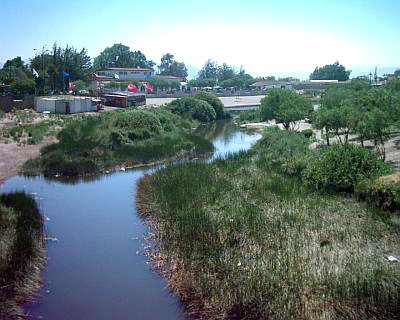
在智利 卡拉馬市之洛阿河。

從邱丘村開始，洛阿河以極大的曲度轉向往西方然後往北方，最後流到基亞瓜（Quillagua）市。在此流域中，洛阿河先是流了115公里，沿途經過卡拉馬（Calama）市之後，在加干斯（Chacance）地區會合了聖薩瓦爾多河（San Salvador River）的水量，然後再向北流了約80公里到達基亞瓜市。
在基亞瓜市之後，洛阿河乾旱的河道再度轉向西方，形成了塔拉帕卡大區和安托法加斯塔大區的疆界。在其下游區域，洛阿河流經橫跨智利海岸區，深達500公尺的峽谷。河流最後在南緯度21° 26' 的位置流入太平洋，其實際位置大約在舊港胡阿尼洛斯（Huanillos） 南方數英哩的地方。
河流流域的水文狀況完全由雨量所掌控，水量的增加主要在每年的一、二月份，是當地稱之為玻利維亞冬天（Bolivian Winter）氣候現象所造成的結果。

## 歷史

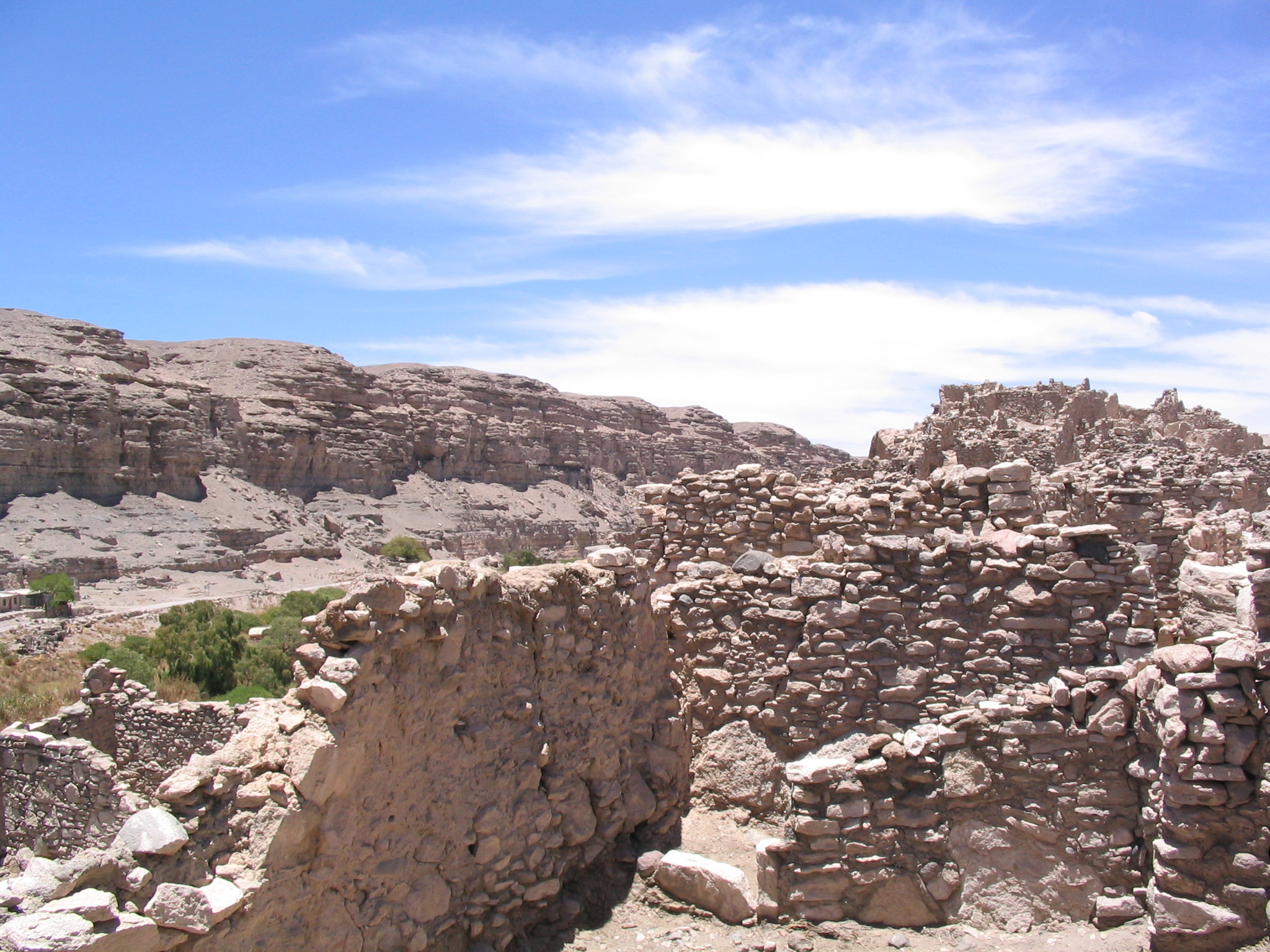
拉沙那村中的遺跡

河流的兩岸自古以來就有人類棲息的蹤跡，其證據來自於在其沿岸及上游所發現相當數量的化石遺跡、岩石雕刻及石壁畫。
另一個徵兆則是位於邱丘村北方8公里的小村拉沙那（Pukará de Lasana），該村的主要代表性建築物為一座在第12世紀的前哥倫比亞時代（Pre-Columbian era）被建立起來的堡壘。在拉沙那村中所發現的豐富遺跡也是一個明顯的證據。

## 橋樑
在空積水庫的南方，洛阿河被一座舊的鐵路大橋所橫跨。這座鐵路大橋為安托法加斯塔及波利維亞鐵路公司（Ferrocarril de Antofagasta a Bolivia）所建造，現在已廢棄不用。然而此大橋仍然以其104公尺的高度而聞名，這座大橋為智利最高的大橋之一。

## 需求
洛阿河的河水過去曾經提供沿岸許多城市養蝦之用。可惜近年來因為一些採礦公司汙染了河水，目前已經無法使用。

## 外部連結
- EVALUACION DE LOS RECURSOS HIDRICOS SUPERFICIALES EN LA CUENCA DEL RIO LOA